# Microgale brevicaudata
Microgale brevicaudata е вид бозайник от семейство Тенрекови (Tenrecidae).

## Разпространение
Видът е разпространен в Мадагаскар.